# Дер-Емес
Дер-Емес (їд. דער עמעס, крим. Der Emes, з 1948 по 2023 рік — Правда) — село Курманського району Автономної Республіки Крим.

## Історія
Дер-Емес заснували в 1926-му році під час освоєння цілинних земель як єврейський колгосп.
У 1948 році, одночасно з перейменуванням кримськотатарських назв село перейменували на село Правда, просто переклавши назву – їдишське слово «Емес» означає «Правда».
Сільське господарство тут залишається однією з провідних галузей і до сьогодні. 
В радянські часи у селі існував сільськогосподарський кооператив «Грузія», зараз він має назву «Правда».
12 травня 2016 року постановою Верховної Ради України № 1352-VIII село перейменоване відповідно до вимог закону «Про засудження комуністичного та націонал-соціалістичного (нацистського) тоталітарних режимів в Україні та заборону пропаганди їхньої символіки». Постанова набрала чинности у 2023 році.